# Kąclowa (gromada)
Kąclowa – dawna gromada, czyli najmniejsza jednostka podziału terytorialnego Polskiej Rzeczypospolitej Ludowej w latach 1954–1972.
Gromady, z gromadzkimi radami narodowymi (GRN) jako organami władzy najniższego stopnia na wsi, funkcjonowały od reformy reorganizującej administrację wiejską przeprowadzonej jesienią 1954 do momentu ich zniesienia z dniem 1 stycznia 1973, tym samym wypierając organizację gminną w latach 1954–1972.
Gromadę Kąclowa z siedzibą GRN w Kąclowej utworzono – jako jedną z 8759 gromad na obszarze Polski – w powiecie nowosądeckim w woj. krakowskim, na mocy uchwały nr 26/IV/54 WRN w Krakowie z dnia 6 października 1954. W skład jednostki weszły obszary dotychczasowych gromad Kąclowa i Biała Wyżna ze zniesionej gminy Grybów w tymże powiecie. Dla gromady ustalono 26 członków gromadzkiej rady narodowej.
31 grudnia 1961 do gromady Kąclowa przyłączono obszar zniesionej gromady Florynka.
Gromadę zniesiono 1 stycznia 1969, a jej obszar włączono do gromad Grybów (wsie Biała Wyżna i Kąclowa) i Mochnaczka Wyżna (wsie Binczarowa, Florynka i Wa[w]rzka).